# Giải thưởng Tạ Quang Bửu
Giải thưởng Tạ Quang Bửu là một giải thưởng của Bộ Khoa học và Công nghệ được tổ chức 3 năm một lần nhằm khích lệ và tôn vinh các nhà khoa học có thành tựu nổi bật trong nghiên cứu cơ bản thuộc các lĩnh vực khoa học tự nhiên và kỹ thuật.
Quỹ Phát triển khoa học và công nghệ Quốc gia (NAFOSTED) là cơ quan thường trực của giải thưởng.

## Lịch sử
Năm 2012, tạp chí Tia Sáng đề xuất với lãnh đạo Bộ Khoa học và Công nghệ phương án tổ chức giải thưởng mang tên giáo sư Tạ Quang Bửu cho các nhà nghiên cứu cơ bản trong lĩnh vực khoa học tự nhiên.
Tháng 10 năm 2013, thông báo mời nộp hồ sơ đề nghị xét tặng giải thưởng Tạ Quang Bửu lần đầu tiên được công bố rộng rãi trên cổng thông tin điện tử của Bộ Khoa học và Công nghệ và Quỹ Phát triển khoa học và công nghệ Quốc gia.
Năm 2014, giải thưởng đầu tiên được trao cho 2 nhà khoa học trong lĩnh vực toán học và vật lý học.

## Phạm vi xét tặng
Giải thưởng được xét tặng cho các công trình nghiên cứu cơ bản thuộc các lĩnh vực khoa học tự nhiên và kỹ thuật:
- Khoa học tự nhiên: toán học, khoa học máy tính và thông tin, vật lý học, hóa học, khoa học Trái Đất và môi trường, sinh học và các ngành khoa học tự nhiên khác.
- Khoa học kỹ thuật và công nghệ.
- Khoa học y, dược.
- Khoa học nông nghiệp.